# Sistema (fisica)

Il Sole e la Terra sono due corpi che interagiscono attraverso la forza di gravità e costituiscono un esempio di sistema fisico. Nell'immagine sono mostrati i punti di Lagrange relativi all'interazione gravitazionale Sole-Terra. L'ambiente (in prima approssimazione) può essere ristretto alla sola Luna o, per esempio, essere esteso al resto del sistema solare.

In fisica, con il termine sistema si indica la porzione dell'universo oggetto dell'indagine scientifica. Quanto non è compreso nel sistema viene indicato con il termine ambiente ed è considerato solo per i suoi effetti sul sistema. La distinzione tra sistema e ambiente è solitamente stabilita liberamente dallo sperimentatore ed in generale ha l'obiettivo di selezionare alcuni aspetti di un fenomeno fisico allo scopo di semplificarne l'analisi. Un sistema isolato è un sistema con interazioni trascurabili con l'ambiente.

## Descrizione
Spesso il sistema così selezionato corrisponde all'usuale concetto di sistema (ad esempio, una macchina). Ma frequentemente un sistema fisico è una entità assai meno intuitiva; per esempio, possono essere scelti come sistema: un atomo, l'acqua di un lago o anche l'acqua di una parte del lago. Nello studio della decoerenza quantistica, il sistema può consistere nelle proprietà macroscopiche di un oggetto (per esempio la posizione del peso di un pendolo), mentre l'ambiente rilevante può essere costituito dai gradi di libertà interni, tipicamente rappresentati dalle vibrazioni termiche del pendolo.
Spesso con il termine sistema fisico si indica, in modo più specifico, un sistema causale.

### I concetti di sistemi chiusi in fisica
Werner Karl Heisenberg notò che in fisica, ci sono quattro, probabilmente cinque, differenti sviluppi del concetto di sistema chiuso:
- il primo è iniziato con la meccanica newtoniana
- il secondo con la termodinamica del diciannovesimo secolo
- il terzo è iniziato a cavallo del ventesimo secolo con Lorentz, Einstein, e Hermann Minkowski
- il quarto, ed ultimo, legato agli sviluppi concettuali nella teoria dei quanti e nella meccanica delle onde.

Il terzo ed il quarto stadio infine conducono a ulteriori concetti riguardo ai sistemi aperti, ma i concetti di sistema aperto e chiuso in realtà necessitano di essere considerati in relazione al lavoro nel momento in cui si devono definire ulteriori sviluppi concettuali.

### Complessità nei sistemi fisici
La complessità di un sistema fisico è collegata alla probabilità di essere in un particolare stato; nel caso della meccanica quantistica si considera uno stato quantico.
Se si considera una classica sfera newtoniana contenente un certo numero di corpi fisici che si muovono liberamente e che rimbalzano perfettamente sulle pareti del contenitore, la probabilità dello stato del sistema non cambia con lo scorrere del tempo. L'entropia del sistema cambia con il tempo, ma la probabilità dello stato non cambia. Si può periodicamente valutare la complessità di questo sistema, e la complessità di questo sistema non cambia.
In un sistema fisico, uno stato con probabilità ridotta equivale ad una complessità maggiore. Un ridotto vettore di probabilità di stato che si autosostiene consente ad un sistema fisico di restare in uno stato di complessità maggiore. Lo studio di tali sistemi così come è applicato al nostro universo è ai suoi primordi e di natura speculativa, ma sembra che ci siano dei sistemi a probabilità ridotta che sono in grado di autosostenersi attraverso il tempo.
Nei sistemi matematici si può considerare la complessità di stati particolari molto più facilmente. Per esempio, se si considera una macchina di Turing che genera simboli casuali e quindi utilizza questi simboli come un algoritmo per creare una nuova serie di simboli, la complessità della stringa finale di simboli è praticamente e matematicamente equivalente alla dimensione minima di una stringa richiesta per produrre una stringa più estesa su una macchina di Turing come è definito dalla teoria dell'informazione algoritmica.